# Analizator różnicowy

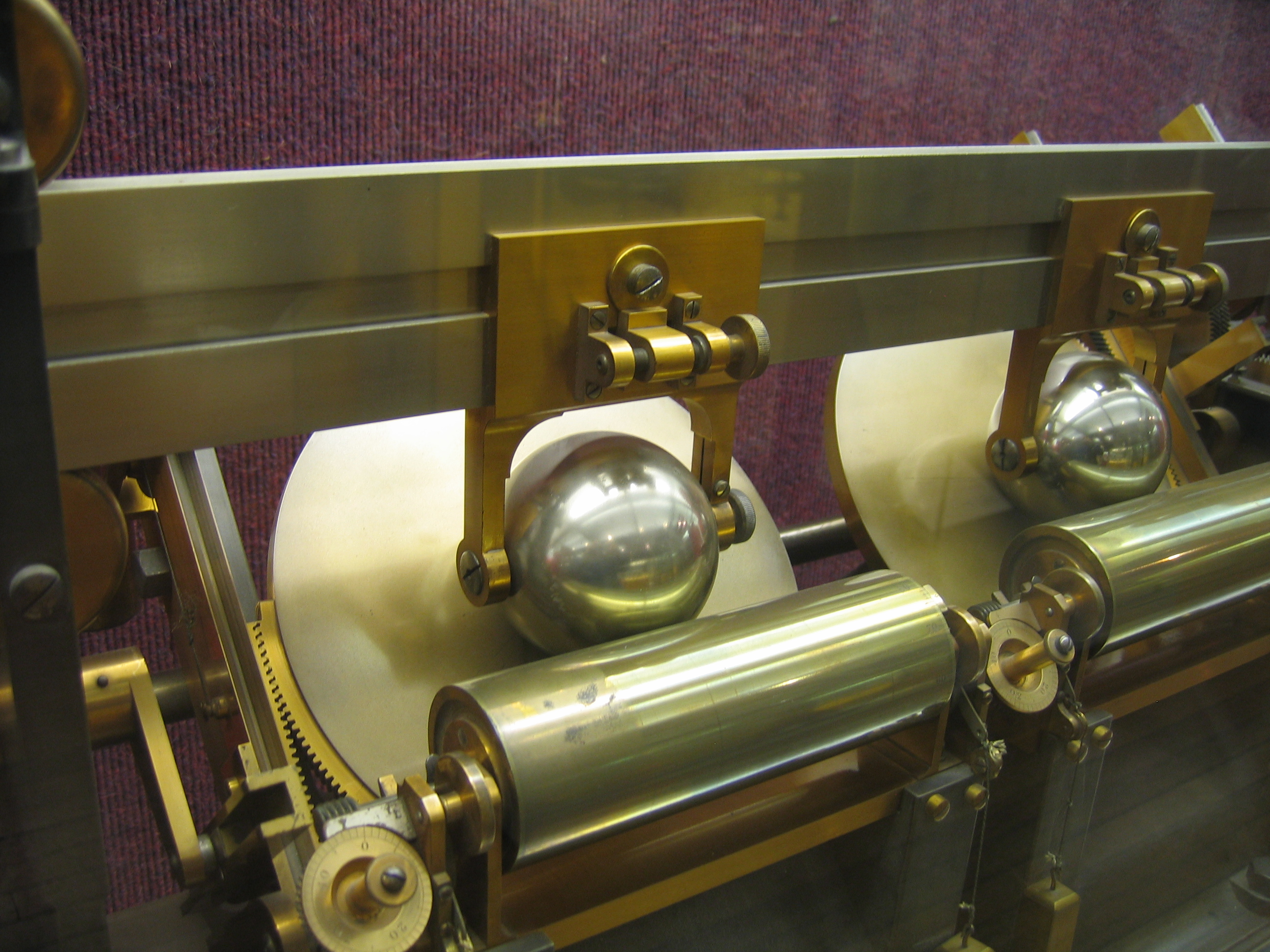
Układ całkujący kula-dysk do badania pływów morskich.

Analizator różnicowy – komputer analogowy przeznaczony do rozwiązywania równań różniczkowych przez przybliżone całkowanie, na przykład z użyciem mechanicznych układów całkujących. Był jedną z pierwszych zaawansowanych maszyn liczących w praktycznym użyciu.

## Historia

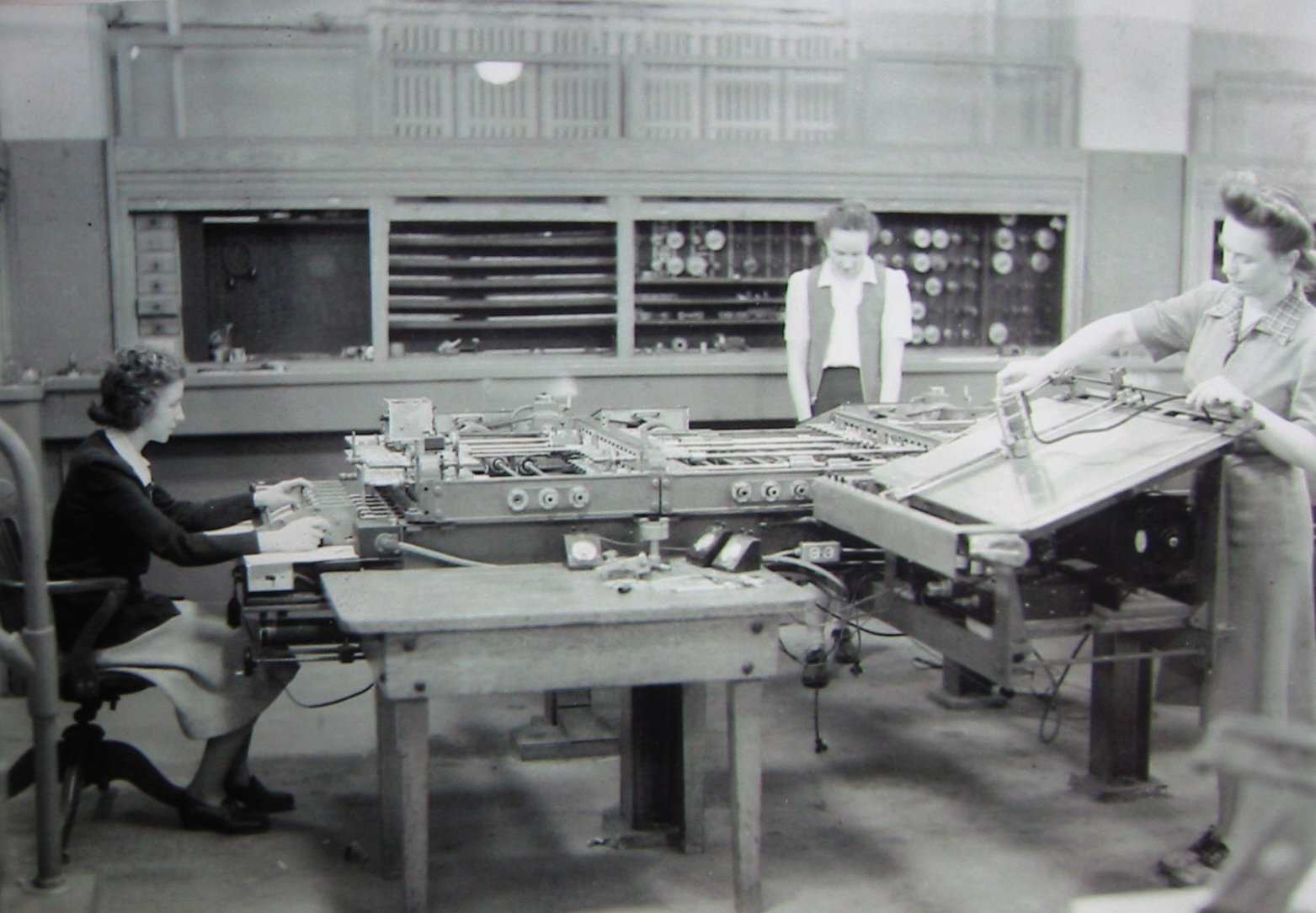
Kay McNulty, Alyse Snyder i Sis Stump obsługują analizator różnicowy w podziemiach Moore School of Electrical Engineering, University of Pennsylvania, Filadelfia, około 1942–1945.

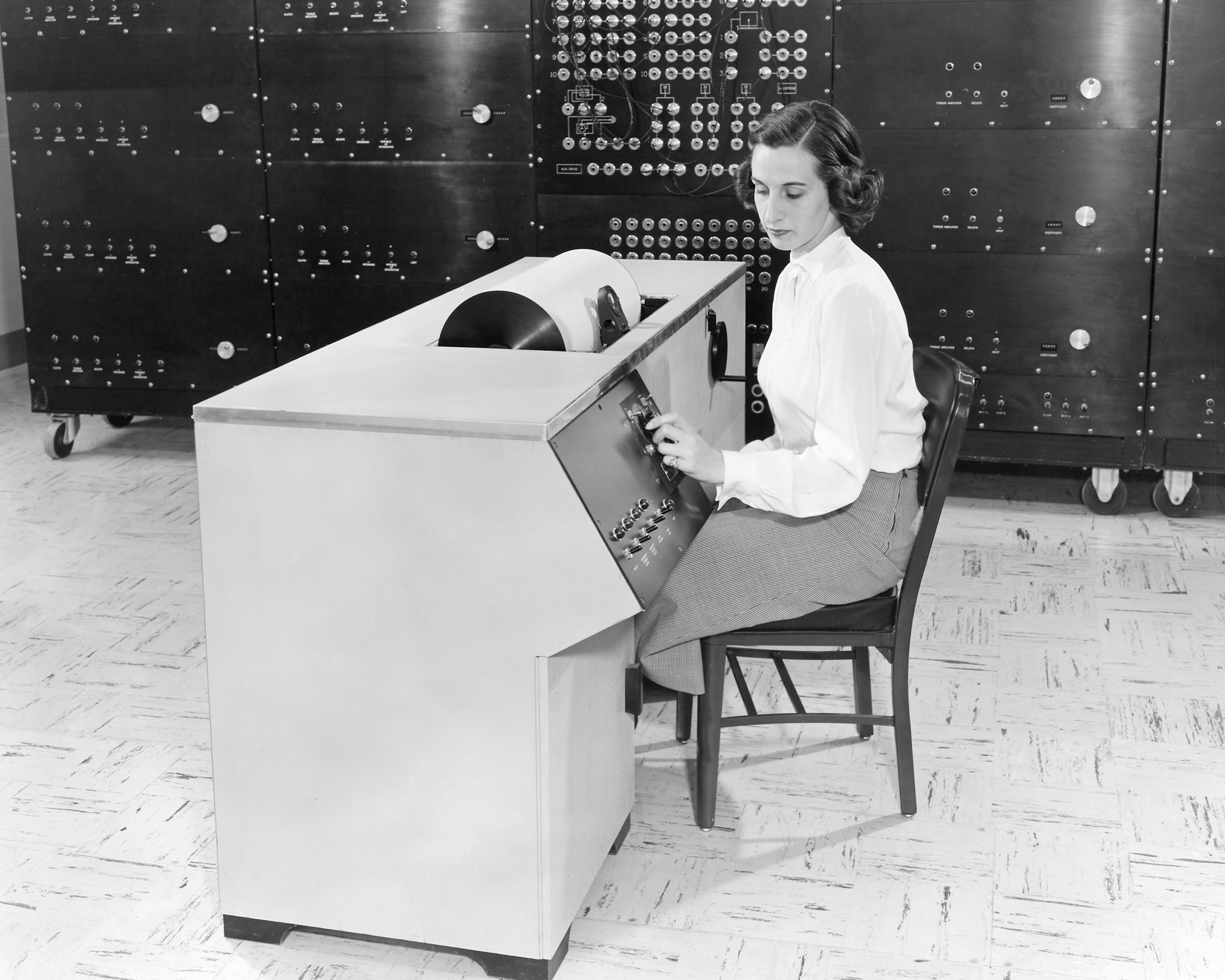
Analizator różnicowy w Centrum badawczym imienia Johna H. Glenna NACA, 1951

Badania nad mechanicznym rozwiązywaniem równań różniczkowych (poza istniejącymi od początków XIX planimetrami, pozwalającymi na obliczanie pewnych konkretnych całek), trwały co najmniej od 1836 roku, kiedy to francuski fizyk Gaspard-Gustave Coriolis zaprojektował urządzenie umożliwiające rozwiązywanie równań pierwszego rzędu.
Pierwszy opis urządzenia służącego do rozwiązywania równań różniczkowych dowolnego rzędu został opublikowany w 1876 roku przez Jamesa Thomsona.
Chociaż Thomson nazywał swoje urządenie „maszyną całkującą”, to jednak ten opis, wraz dwoma opisami autorstwa jego młodszego brata, Lorda Kelvina, uznaje się za wynalazek analizatora różnicowego.
Jednym z pierwszych praktycznych wykorzystań pomysłów Thomsona była maszyna do przewidywania pływów, zbudowana przez Kelvina w latach 1872-3. Maszyna całkująca Thomsona została później włączona do systemu kierowania ogniem dla artylerii okrętowej rozwijanego przez Artura Pollena, ukończonego około 1912. Także włoski matematyk Ernesto Pascal rozwijał własne urządzenia mechaniczne służące rozwiązywaniu równań różniczkowych, nazywane integrafami, i opublikował szczegóły ich konstrukcji w 1914 roku.
Tym niemniej, pierwszy praktyczny analizator różnicowy ogólnego przeznaczenia został skonstruowany przez Harolda Locke Hazena i Vannevara Busha w MIT, w latach 1928–1931. Składał się z sześciu mechanicznych układów całkujących. Wyjście każdego z układów miało sterować kolejnym, jednak okazało się, że nie mają one wystarczająco dużo mocy. Hazen zauważył, że wzmacniacz momentu siły, wynaleziony w 1925 roku przez Henry'ego W. Niemana, pozwala na rozwiązanie tego problemu. W tym samym roku, Bush opisał ich urządzenie w artykule naukowym jako „ciągły integraf”. W kolejnym artykule, opublikowanym w 1931 roku, użył już nazwy „analizator różnicowy”. Stwierdził w nim, że choć podstawowa idea połączenia układów całkujących jest zbliżona do pomysłów Kelvina, to całe urządzenie różni się istotnie od wcześniejszych. Według jego autobiografii z 1970 roku, Bush nie znał prac Kelvina przed skonstruowaniem pierwszego działającego prototypu. W 1936 roku Claude Shannon został zatrudniony w laboratorium Busha jako asystent naukowy. Jego praca polegała między innymi na obsłudze analizatora.
Douglas Hartree z Uniwersytetu w Manchesterze przywiózł projekt Busha do Anglii i skonstruował własny prototyp, wraz ze studentem Arturem Porterem, w 1934 roku. W wyniku jego działań, uniwersytet zamówił w firmie Metropolitan-Vickers pełnowymiarowe urządzenie z czterema układami całkującymi, które zostało dostarczone w marcu 1935. Był to, według Hartree, pierwsza maszyna tego typu poza Stanami Zjednoczonymi. W ciągu kolejnych pięciu lat powstały trzy kolejne, w Cambridge, na uniwersytecie w Belfaście i w Royal Aircraft Establishment w Farnborough. Jeden z układów całkujących z prototypu, a także pełne urządzenie z Manchesteru, są wystawiane w Muzeum Nauki w Londynie.
W Norwegii, w latach 1938-1942 zbudowany został Analizator z Oslo, bazujący na podobnych zasadach jak urządzenie z MIT. Maszyna ta składają się z 12 układów całkujących, co czyni ją największą w historii.
W Stanach Zjednoczonych, kolejne analizatory różnicowe powstały w Laboratorium Badań Balistycznych w Maryland oraz w podziemiach Moore School of Electrical Engineering, na Uniwersytecie Pensylwanii we wczesnych latach 40. Ten drugi był intensywnie wykorzystywany do obliczania tablic strzeleckich przed skonstruowaniem ENIACa, który był w wielu aspektach wzorowany na analizatorach różnicowych. Jednocześnie, wraz z Samuelem H. Caldwellem, Bush próbował skonstruować elektroniczny, nie mechaniczny, analogowy analizator, jednak powstające już w tym czasie komputery cyfrowe wyglądały znacznie bardziej obiecująco i projekt został zawieszony.
W 1947, Uniwersytet Kalifornijski kupił zbudowany przez General Electric analizator różnicowy za cenę 125 tysięcy dolarów. Do 1950 do tego urządzenia dołączyły trzy kolejne.

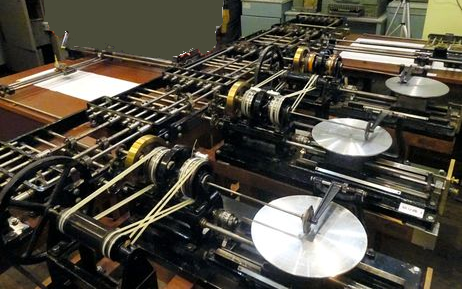
Analizator z 1944 roku, uruchomiony ponownie po 70 latach.

Na Uniwersytecie Osakijskim około 1944 roku zbudowany został analizator różnicowy przeznaczony do obliczania ruchu ciał i rozwiązywania innych zagadnień mechaniki, wyposażony w moduł rysujący wykresy. Został później przeniesiony do Uniwersytetu w Tokio i pokazywany w tamtejszym muzeum nauki. W 2014 został odnowiony i uruchomiony, jest jednym z dwóch działających współcześnie analizatorów z czasów II wojny światowej.
W Polsce w 1953 powstał elektroniczny analogowy analizator różnicowy ARR, skonstruowany przez Grupę Aparatów Matematycznych, pozwalający na rozwiązywanie układów równań różniczkowych pierwszego rzędu.
Analizator różnicowy mógł być użyty przy projektowaniu bomb skaczących, używanych do niszczenia zapór wodnych podczas II wojny światowej.
Analizatory były także używane do obliczeń związanych z erozją gleby przez rzeki.
Analizatory różnicowe zostały ostatecznie wyparte przez komputery cyfrowe.